# Carcelia octava
Carcelia octava là một loài ruồi trong họ Tachinidae.